# 黒谷 (さいたま市)
黒谷（くろや）は、埼玉県さいたま市岩槻区の大字。郵便番号は339-0033。

## 地理
さいたま市岩槻区南部の大宮台地（岩槻支台）に位置され、周辺の沖積平野から開析谷が入り込み、起伏のある地形となっている。北西部の台地上には宅地が多く、南東部の沖積平野の田園地帯には黒谷川が流れる。地区内を通る埼玉県道214号沿線付近に、野孫の飛地が二ヶ所存在する。県重要遺跡の黒谷貝塚がある。地内の全域が市街化調整区域である。

### 地価
住宅地の地価は、2018年（平成30年）1月1日の公示地価によれば、大字黒谷字久保1505番地の地点で29,800円/m2となっている。

## 歴史
もとは江戸期より存在した武蔵国埼玉郡岩槻領に属する黒谷村であった。地名は台地の谷地に分厚い黒土層が見られたことに由来する。
- はじめは岩槻藩領、1756年（宝暦6年）より幕府領となる[4]。なお、検地は1629年（寛政6年）に実施[8]。
- 1871年（明治4年）11月13日 - 第1次府県統合により埼玉県の管轄となる。
- 1879年（明治12年）3月17日 - 郡区町村編制法により成立した南埼玉郡に属す。郡役所は岩槻町に設置。
- 1888年（明治21年）4月 - 笹久保村に所在した笹久保学校が黒谷に移転し、和土尋常小学校（現、さいたま市立和土小学校）と改称する[9]。
- 1889年（明治22年）4月1日 - 町村制施行に平行して黒谷、飯塚、笹久保、木曽良、村国、南下新井、笹久保新田の6箇村1新田が合併し、和土村が成立。和戸村の大字黒谷となる[4]。
- 1954年（昭和29年）
  - 5月3日 - 和土村が岩槻町、新和村、川通村、柏崎村、河合村、慈恩寺村と合併し、岩槻町が成立[10]。岩槻町の大字となる。
  - 7月1日 - 岩槻町が市制施行し、岩槻市となる[10]。岩槻市の大字となる。
- 2005年（平成17年）4月1日 – 岩槻市がさいたま市と合併し、さいたま市岩槻区の大字となる。

## 世帯数と人口
2017年（平成29年）10月1日現在の世帯数と人口は以下の通りである。
| 大字 | 世帯数  | 人口    |
| ---- | ------- | ------- |
| 黒谷 | 659世帯 | 1,599人 |

## 小・中学校の学区
市立小・中学校に通う場合、学区（校区）は以下の通りとなる。
| 番地 | 小学校                 | 中学校                 |
| ---- | ---------------------- | ---------------------- |
| 全域 | さいたま市立和土小学校 | さいたま市立城南中学校 |

## 交通
地内に鉄道は敷設されていない。最寄り駅は東武野田線（東武アーバンパークライン）岩槻駅とされているが、およそ3.9 km離れている。また、3 kmほど南に埼玉高速鉄道浦和美園駅がある。

### 道路
- 埼玉県道214号新方須賀さいたま線

## 地域

### 寺社・史跡
- 遍照院
- 真言宗豊山派普慶院
- 光善院
- 妙円寺
- 薬師堂
- 久伊豆神社

### 施設
- さいたま市立和土小学校[5]
- 岩槻南病院
- 黒谷市営住宅
- 岩槻変電所
- 南下新井汚水処理場
- 黒谷自治会館
- 和戸住宅自治会館
- 和戸住宅公園